# ほら、耳がみえてるよ!
『ほら、耳がみえてるよ！』（ほらみみがみえてるよ、中: 喂，看见耳朵啦）は特雷西胡による中国の漫画作品。ウェブコミック配信サイト『漫漫漫画』にて連載中。

## 登場人物
声は日本版 / 中国版のアニメの声優。
ダイスウ / 大樹
声 - 内田雄馬 / 皇贞季
本作の主人公である売れない漫画家。養護施設で育った過去がある。
ミョウ / 阿淼
声 - 村瀬歩 / 山新
ダイスウの家に転がり込んできた少年で、猫耳が生えている。
ドンドン（シャードン）
声 - 勝間田啓吾
キンシュウ
声 - 章翔サリナ
イヴァン
声 - 安田桂
ギンシ
声 - 和泉ゆいの

## テレビアニメ
『ほら、耳がみえてるよ！-喂，看见耳朵啦-』のタイトルで、TOKYO MXほかにて第1期が2018年10月から12月まで放送され、AT-Xにて第2期が2019年4月から6月まで放送された。中国では8月25日よりbilibiliで配信。

### スタッフ
- 原作 - 特雷西胡（「漫漫漫画」連載）[2]
- 監督・演出 - 菅野千愛[2]
- シリーズ構成・アニメーション制作 - monofilmo[2]
- キャラクターデザイン - 菅野千愛、天尾舞澄
- アニメーションデザイナー - 天尾舞澄、浅川真依
- アニメーション作画 - 高橋さなえ、吉岡優花、モノフィルモ
- 色彩監修 - 浅川真依
- 音響監督 - 近貞博[2]
- 音響効果 - audio studio 響
- 音響制作 - アルケミーブラザース[2]
- 製作 - 「ほら耳」製作委員会

### 主題歌
「みみみみ☆ぷわっぷ」
天里月乃による1期・2期の主題歌。作曲はPULSNUG、作詞は天野川さな、ものふぃるも。

### 各話リスト
| 話数   | サブタイトル（日）                     | サブタイトル（中）           |
| 第1期  | 第1期                                  | 第1期                        |
| ------ | -------------------------------------- | ---------------------------- |
| 第1話  | モフモフなルームメイト                 | 傲娇室友爱咬人               |
| 第2話  | ミョウとの出会い                       | 大树阿淼命运的初相遇         |
| 第3話  | 市場にお買いもの                       | 小幸福从一起逛菜市场开始     |
| 第4話  | おばあちゃんとの電話                   | 大树遭催婚对阿淼说出心里话   |
| 第5話  | 猫耳の秘密                             | 哥哥要把阿淼带走             |
| 第6話  | ミョウがいなくなる!?                   | 阿淼不要和大树分开           |
| 第7話  | ダイスウのしっぽ/不眠症のダイスウ      | 大树的小尾巴不见了           |
| 第8話  | いざ、日本へ！                         | 金主意外撞见共眠现场         |
| 第9話  | 離れ離れの2人                          | 大树阿淼的浪漫日本行         |
| 第10話 | ミョウのこと好きでしょ？               | 大树被追问是否喜欢阿淼       |
| 第11話 | お前のせいだよ                         | 温泉共浴阿淼撒酒疯           |
| 第12話 | もう1人に戻れない                      | 烟火大会大树阿淼手牵手       |
| 第2期  |                                        |                              |
| 第13話 | ただいま、おかえり。                   | 冬冬家有陌生人！             |
| 第14話 | 金髪男の正体                           | 伊万和冬冬的初相识           |
| 第15話 | 眠りに落ちている間に…                  | 冬冬的耳朵被发现了！         |
| 第16話 | ずっと大切にしたいこと引っ越し相談     | 冬冬居然睡在伊万腿上！       |
| 第17話 | 追試への猛特訓ずっと一緒にいてくれる？ | 大树阿淼温情表白             |
| 第18話 | 大切な人と、メリークリスマス           | 圣诞树下爱的告白             |
| 第19話 | 私の夢、憧れの人                       | 害羞仓鼠 小银子登场          |
| 第20話 | ギンシの秘密                           | 小银子的耳朵被发现啦！       |
| 第21話 | 人間になるのは嫌だ                     | 大树带阿淼回孤儿院           |
| 第22話 | 人間は怖い？                           | 糟糕！小阿淼丢了！           |
| 第23話 | 覚えていてくれてありがとう             | 大树回忆小时候深情告白       |
| 第24話 | ミョウに、みんなに、宇宙に、感謝。     | 完结篇，一起在流星下许愿吧！ |

### 放送局
| 放送期間                 | 放送時間           | 放送局     | 対象地域 | 備考                      |
| ------------------------ | ------------------ | ---------- | -------- | ------------------------- |
| 2018年10月3日 - 12月19日 | 水曜 22:24 - 22:30 | TOKYO MX   | 東京都   |                           |
|                          | 水曜 23:45 - 23:50 | AT-X       | 日本全域 | CS放送 / リピート放送あり |
| 2018年10月4日 - 12月20日 | 木曜 22:55 - 23:00 | サンテレビ | 兵庫県   |                           |

| 配信開始日    | 配信時間        | 配信サイト                                                                    |
| ------------- | --------------- | ----------------------------------------------------------------------------- |
| 2018年10月4日 | 木曜 22:55 更新 | GYAO!ストア Rakuten TV ニコニコ動画 DMM.com ビデオマーケット ファミリービデオ |
|               | 木曜 更新       | Amazonビデオ                                                                  |
| 2018年10月5日 | 金曜 10:00 更新 | ビデックスJP                                                                  |
|               | 金曜 12:00 更新 | dアニメストア \| HAPPY!動画                                                   |

| 放送期間               | 放送時間           | 放送局 | 対象地域 | 備考                      |
| ---------------------- | ------------------ | ------ | -------- | ------------------------- |
| 2019年4月5日 - 6月21日 | 金曜 22:30 - 22:35 | AT-X   | 日本全域 | CS放送 / リピート放送あり |